# Entomofagi

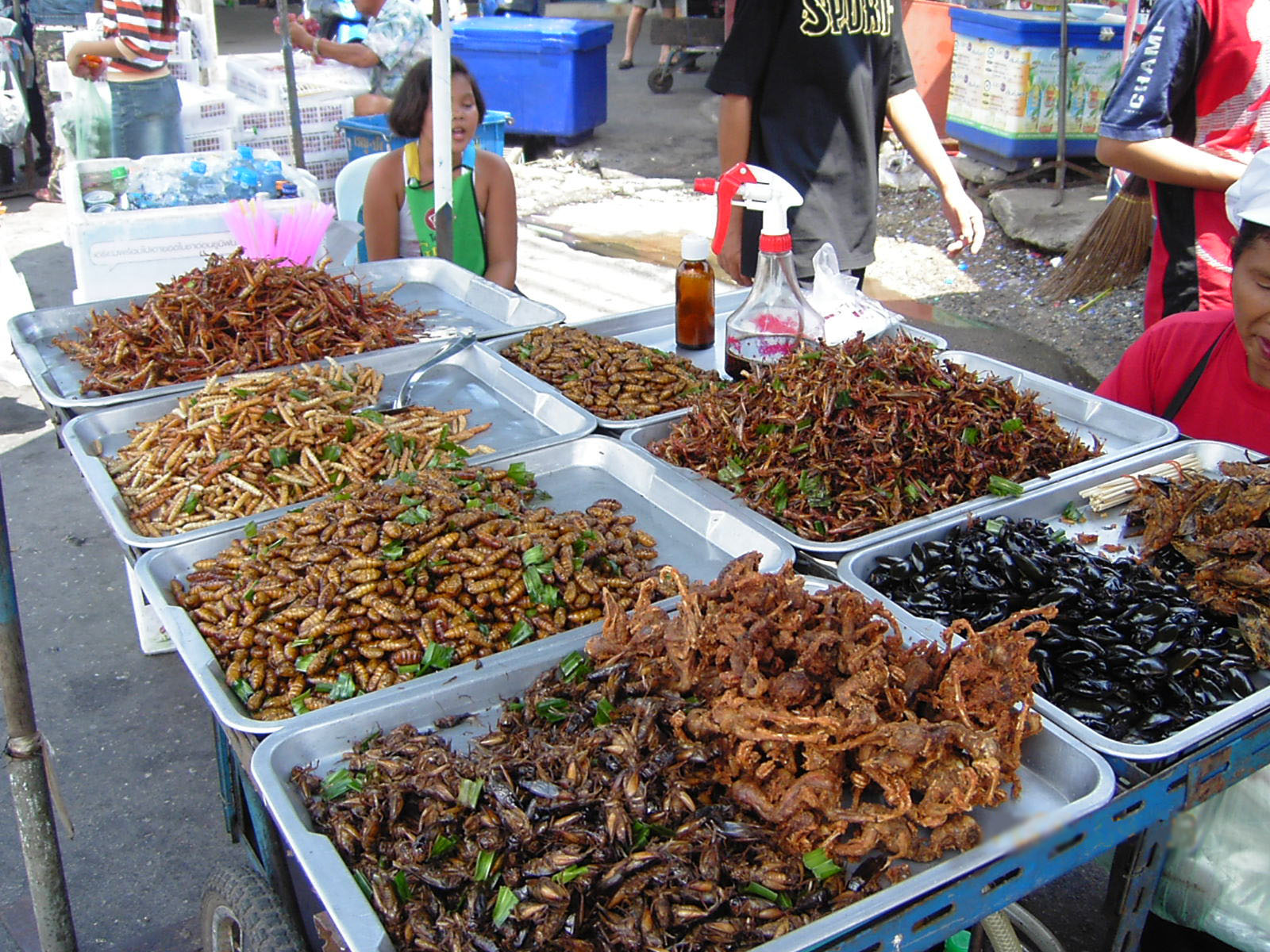
Friterade insekter sålda på ett matstånd i Bangkok.

Entomofagi (från grekiskans ἔντομος, éntomos, "insekt", och φᾰγεῖν, phăgein, "att äta", vilket betyder insektsätande) kallas ätandet av insekter som mat. Fenomenet är förekommande bland insekter (som följaktligen äter andra insekter), fåglar, reptiler, amfibier och däggdjur.
Termen syftar även på det mänskliga ätandet av insekter som är vanligt i delar av Amerika, Afrika, Asien, Mellanöstern, Australien och Nya Zeeland, även om det är ovanligt, till och med tabu, i vissa samhällen.